# Рене Сімоно
Рене Жанна Денев (фр. Renée Jeanne Deneuve), більш відома як Рене Сімоно (фр. Renée Simonot; 10 вересня 1911, Гавр — 11 липня 2021, Париж) — французька акторка. Мати Катрін Денев та Франсуази Дорлеак.

## Життєпис
Рене Жанна Денев народилась 10 вересня 1911 року в Гаврі в родині шорника Жозефа-Севера Денев та Антуанетти-Жанни Шенарді. 1918 року в 7-річному віці дебютувала на сцені Театру Одеон. Пізніше понад 30 років грала на його сцені як провідна акторка, взявши за псевдонім прізвище Сімоно.
З кінця 1920-х до початку 1990-х років багато працювала як акторка дубляжу, озвучуючи французькою персонажів Олівії де Гевіленд, Джуді Гарленд, Донни Рід, Естер Вільямс, Вайнони Райдер та багатьох інших.
1936 році народила позашлюбну дочку Даніель від актора Еме Кларіона. 8 лютого 1940 року вступила у шлюб з театральним актором і режисером Морісом Дорлеаком. У шлюбі народилися ще троє доньок — Франсуаза (1942—1967), Катрін (нар. 1943) та Сільві (нар. 1946), усі також стали акторками. Після народження четвертої дочки покинула сцену. 1979 року Рене Сімоно овдовіла.
2012 року в одному з інтерв'ю Катрін Денев сказала: «Так, це дивовижно: моїй мамі 100 років! Майже 101. Вона живе в Парижі, поряд зі мною, але зовсім одна, тому що їй подобається бути незалежною. Вона постійно виграє в мене у бридж, носить окуляри, але в неї дуже добрий слух та ясна голова. Безсумнівно, це втішаючий образ старості. В нашій родині було багато довгожителів, та про себе я не впевнена, що доживу до ста років, тому що я не така, як мати. Мати ніколи не палила».
Рене Сімоно померла 11 липня 2021 року у Парижі в 109-річному віці. Похована в родинному склепі у Сен-Пор.